# Hesperophanes zerbibi
Hesperophanes zerbibi là một loài bọ cánh cứng trong họ Cerambycidae.